# ALEX (ファッションモデル)
ALEX（アレク、1988年3月19日 - ）は、日本のファッションモデル、俳優、ミュージシャン。ロックバンド「ONE OK ROCK」の元ギタリスト。本名：鬼澤アレクサンダー礼門（おにざわアレクサンダーれいもん）で、鬼澤 礼門（Ramon Onizawa, おにざわ れいもん）の名で写真家として活動している。

## 来歴
1988年にアメリカ合衆国カリフォルニア州サンフランシスコで出生。日本人とアメリカ人を親に持つミックスルーツである。
出生翌年の1989年に日本へ移住。東京都で育ち、堀越高等学校を卒業する。バンド活動以前にファッションモデルとして活動しており、日本の男性向けファッション雑誌を中心に活動していた。
2009年4月5日、東急田園都市線の運行列車内で当時21歳の女性の足を触ったとして、神奈川県迷惑行為防止条例違反の疑いで逮捕。取り調べに対し本人は、当時酒を飲んでおり「好みの女性だったので手を出してしまった」と供述している。不起訴処分となったが、2009年5月13日にバンドを脱退する。
その後は渡米し、自身の生まれ故郷であるサンフランシスコに滞在。単身でのアメリカ大陸横断を決行した後、2011年に日本へ戻る。
日本への帰国とともにカメラマンアシスタントとしての活動を開始し、2014年から写真家の石黒淳二に師事。そして2017年に独立し、以後は写真家として活動している。なお、過去にはギグマネジメントジャパンとアミューズに所属。写真家への転身後の2019年にはトーチ・リンクに所属していたが、程なくして退所している。

## 人物
趣味はギター。特技はバスケットボール、陸上競技。

## 出演

### CM
- 浜崎あゆみ CONCERT TOUR 2000（エイベックス）
- SALON STYLE（コーセー）

### 雑誌
- MEN'S NON-NO（集英社）
- MR. High Fashion（文化出版局）
- POPEYE（マガジンハウス）
- FINEBOYS（日之出出版）
- Boon（祥伝社）
- Men's JOKER（KKベストセラーズ）

### 広告
- リーバイス
- ルミネ
- NTTドコモ

### ショー
- ヒューゴ・ボス
- アニエス・ベー
- TAISHI NOBUKUNI

### 映画
- 愛してよ（2005年） - 高原タカシ 役